# Вікеде
Вікеде (нім. Wickede) — сільська громада в Німеччині, знаходиться в землі Північний Рейн-Вестфалія. Підпорядковується адміністративному округу Арнсберг. Входить до складу району Зост.
Площа — 25,2 км². Населення становить 12 682 ос. (станом на 31 грудня 2020).

## Географії

### Сусідні міста та громади
Віккеде межує з 6 містами / громадами:
- Арнсберг
- Ензе
- Френденберг
- Менден
- Унна
- Верль

## Галерея

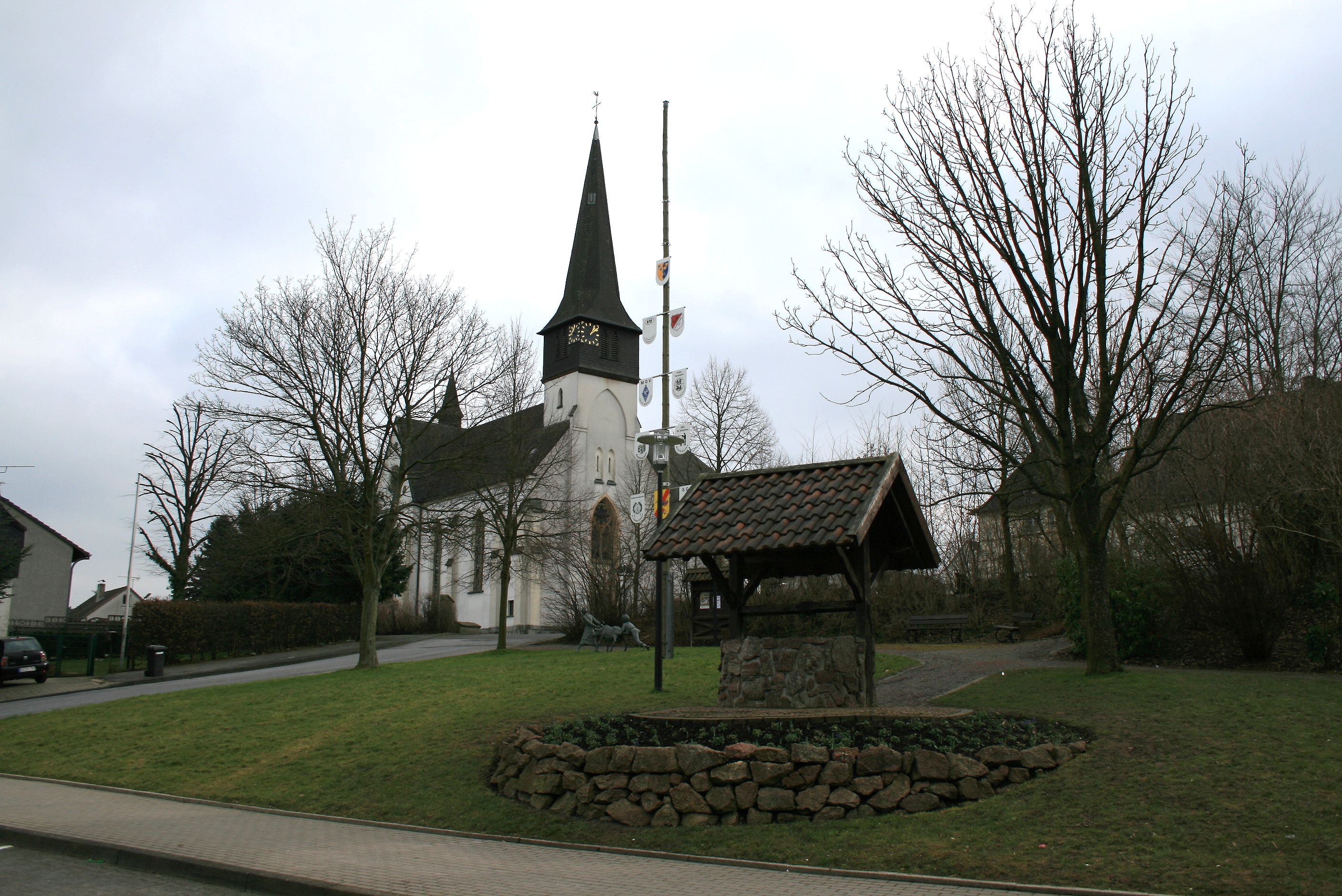
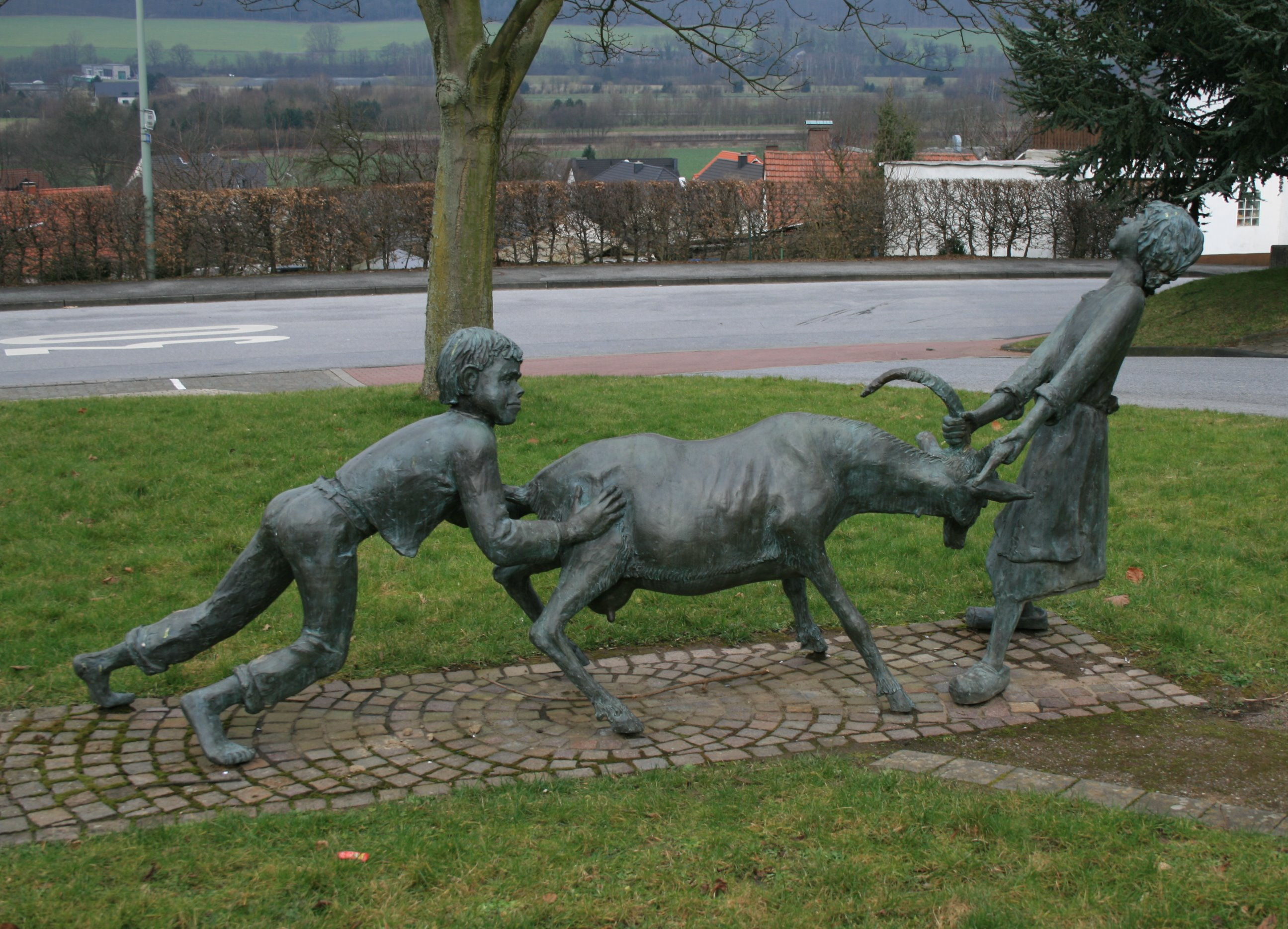
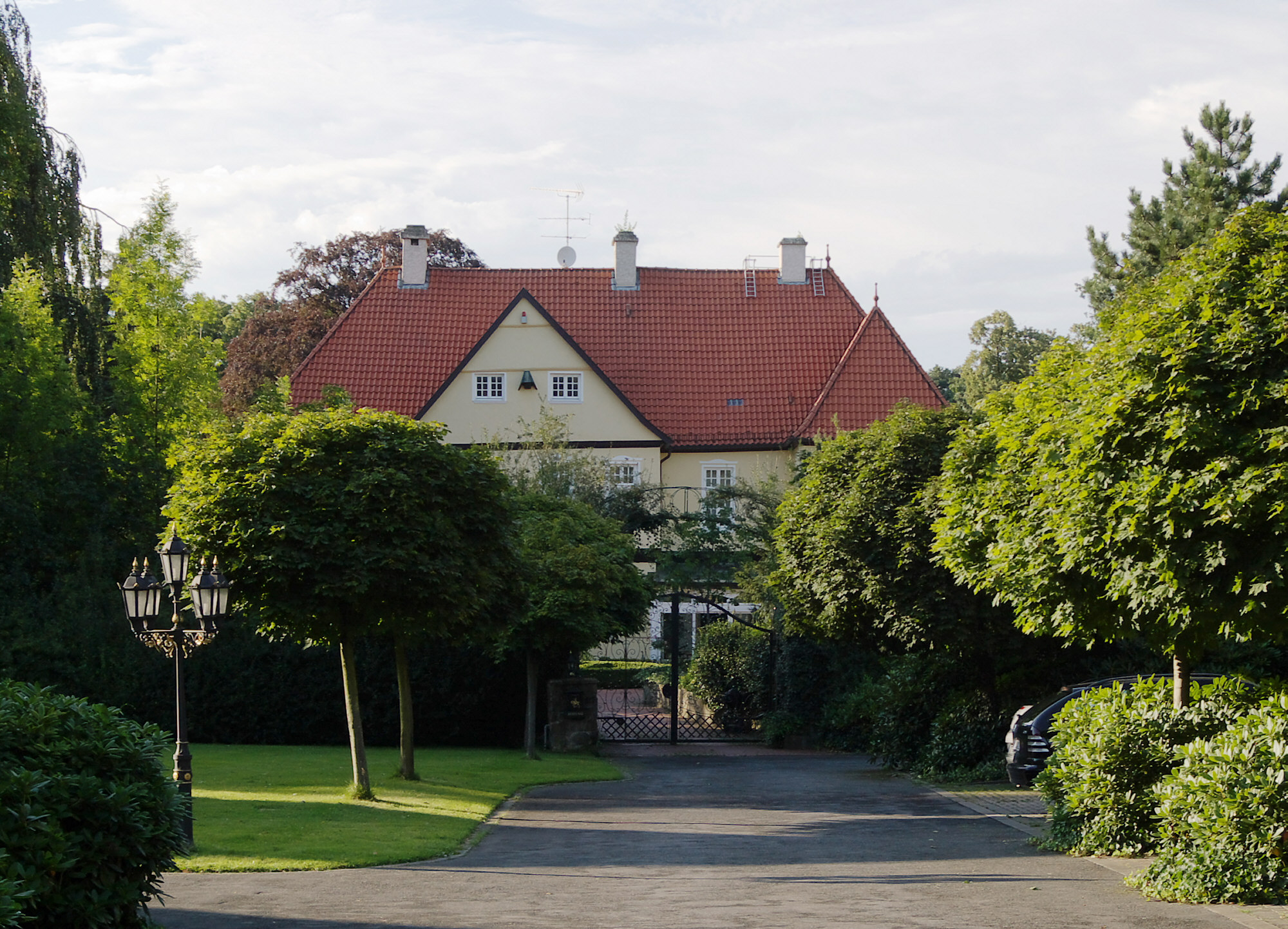
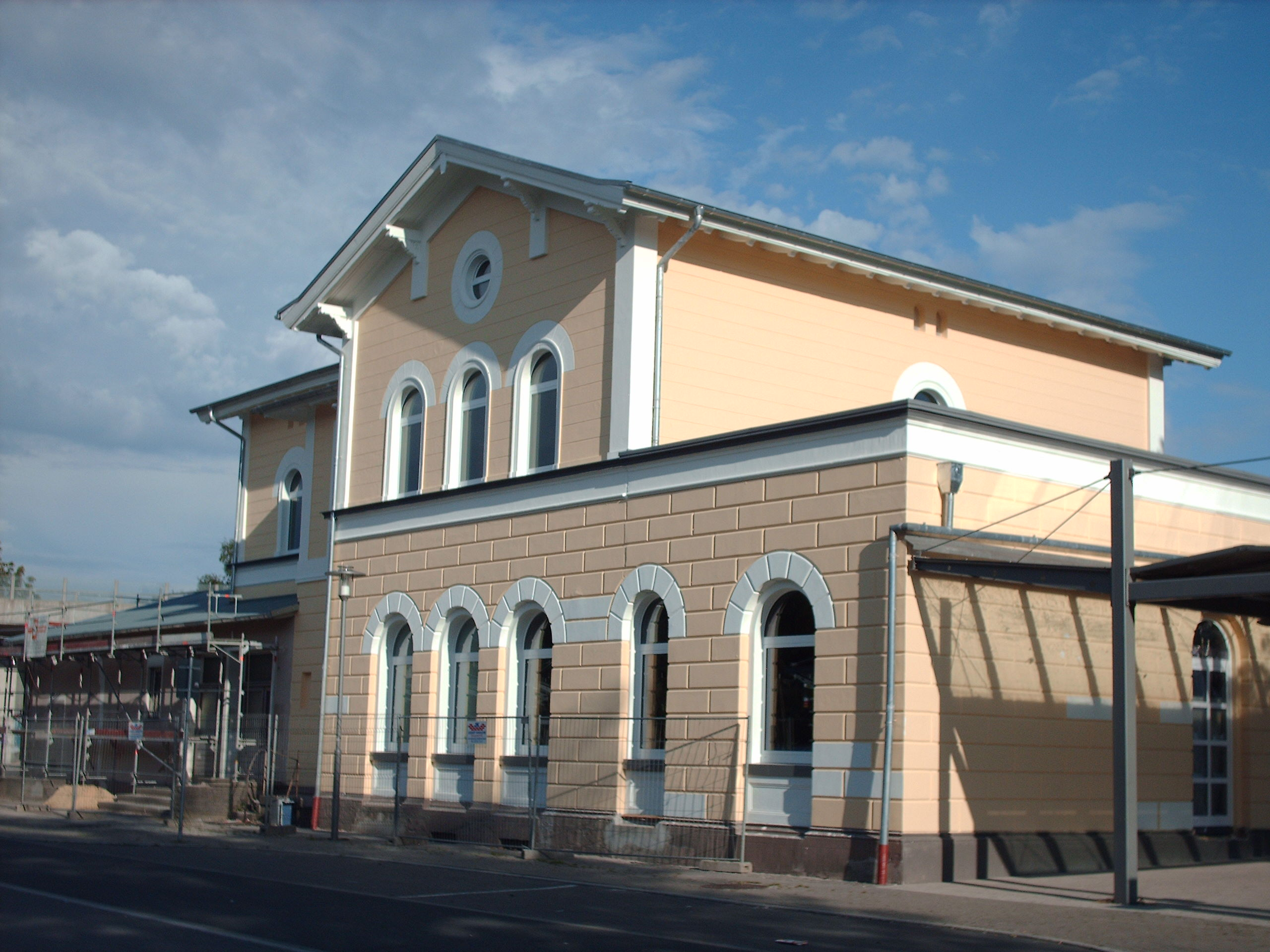

### Адміністративний поділ
Громада  складається з 5 районів:
- Ехтгаузен
- Шлюккінген
- Вігаген
- Вімберн
- Вікеде